# 伊瓦采維奇
伊瓦采维奇（羅馬化：Ivacevičy，羅馬化：Ivatsevichi）是白俄罗斯的城市，位于该国首府布列斯特东北131公里，距首都明斯克198公里。2023年人口数量为22,487人。
第二次世界大战期间，纳粹德国于1941年6月24日至1944年7月12日占领该市。

## 名人
- Art's Animations，知名白俄罗斯国家球动画师